# Agathodaimon
Agathodaimon (řecký název, znamená benevolentní démon) je německá sympho-black/gothic metalová kapela založená roku 1995 ve městě Mohuč v německé spolkové zemi Porýní-Falc. Jednotliví členové dříve hráli v jiných hudebních skupinách nebo projektech. Logo kapely doznalo změn, původně bylo vyvedeno velkými písmeny gotického písma, později bylo upraveno do modernější podoby.
Debutové studiové album s názvem Blacken the Angel bylo vydáno v roce 1999.

## Diskografie
Dema
- Carpe Noctem (1996)
- Near Dark (1997)

Studiová alba
- Blacken the Angel (1998)
- Higher Art of Rebellion (1999)
- Chapter III (2001)
- Serpent's Embrace (2004)
- Phoenix (2009)
- In Darkness (2013)[2]
- The Seven (2022)

EP
- Bislang (1999)

Kompilační alba
- Tomb Sculptures (1997)